# Дом, где размещался штаб 5-го отдельного зенитно-пулемётного батальона (Нежин)
Дом, где размещался штаб 5-го отдельного зенитно-пулемётного батальона — памятник истории местного значения в Нежине. Сейчас здесь размещается ЖЭК. 

## История
Приказом Управления культуры Черниговского областного совета от 27.05.2003 № 122 присвоен статус памятник истории местного значения с охранным № 6949 под названием Дом, где в 1943 году размещался штаб 5-го отдельного зенитно-пулемётного батальона, который принимал участие в освобождении города Нежина от нацистов.

## Описание
Двухэтажный, каменный, прямоугольный в плане дом, с двухскатной крышей.
В этом доме в 1943 году размещался штаб 5-го отдельного зенитно-пулемётного батальона, который принимал участие в освобождении города Нежина от немецко-фашистских захватчиков.
В 1943(1945)—1977 годы здесь размещался техникум подготовки культурно-просветительских работников (с 1962 года — «Нежинское культурно-просветительное училище»), основанный в 1908 году как коммерческая школа. Имел два отделения — библиотечное и клубное. Затем училище размещалось на улице Карла Маркса дом № 21А.
На фасаде дома установлена мемориальная доска штабу 5-го отдельного зенитно-пулемётного батальона.